# 阿倫德爾加登斯 (馬里蘭州)
阿倫德爾加登斯（英語：Arundel Gardens）是位於美國馬里蘭州安妮阿倫德爾縣的一個非建制地區。

## 地理
阿倫德爾加登斯所處的海拔為高於海平面48米（即157英呎），而該地所採用的時區為UTC-5，即北美东部時區（EST）。同時該地設有夏令時間，為UTC-5調快一小時，即UTC-4（EDT）。